# Grupo Subdipilón
El Grupo Subdipilón es un grupo geométrico ático-tardío de pintores de vasos, datado en el último tercio del siglo VIII a. C.
Continúa, como el nombre convenido sugiere, el trabajo del Maestro del Dipilón y su círculo, el Grupo Dipilón. Su trabajo puede ser rastreado a lo largo de todo el período geométrico tardío. Mientras que en los primeros tiempos del grupo la decoración del cuerpo del vaso ya no era coherente sino que estaba rota, la decoración del cuello formaba una unidad cerrada. Sin embargo, en el curso de la existencia del taller, esta unidad se rompió, como ya lo había hecho en el cuerpo. La influencia corintia es notable en la forma de decoración, especialmente en los sigmata flotantes y las rayas horizontales, que se hicieron cada vez más populares en esta época. Al desaparecer las anchas bandas ornamentales del programa de decoración, ahora había espacio para un segundo friso de figuras. En la tradición Dipilón, el grupo se había especializado en grandes vasos, aunque ya no eran tan monumentales como en tiempos anteriores. El programa de la imagen también cambió en este momento. La prótesis que antes era común ahora solo se encuentra en ánforas de cuello y en una hidria. Los carruajes muestran solo un caballo y una rueda. Las procesiones se han convertido en algo habitual ahora. Solo se conservan unos pocos vasos del Grupo. El Grupo incluye el taller de Atenas 894, el Pintor de Filadelfia y el Pintor Statathou.